# Gibaja
Gibaja är en ort i Spanien.   Den ligger i provinsen Provincia de Cantabria och regionen Kantabrien, i den norra delen av landet, 300 km norr om huvudstaden Madrid. Gibaja ligger 85 meter över havet och antalet invånare är 400.
Terrängen runt Gibaja är huvudsakligen kuperad, men åt sydväst är den bergig. Gibaja ligger nere i en dal. Runt Gibaja är det glesbefolkat, med 19 invånare per kvadratkilometer. Närmaste större samhälle är Laredo, 14,8 km norr om Gibaja. Omgivningarna runt Gibaja är en mosaik av jordbruksmark och naturlig växtlighet.